# Hartă sinoptică
Harta sinoptică este o hartă care indică prin cifre și simboluri, pentru fiecare stație meteorologică, un complex de elemente meteorologice de la o anumită oră de observație (presiunea, temperatura și umezeală a aerului, nebulozitatea, tendința barică, direcția și viteza vîntului, fenomenele ce se produc în momentul observației și în ora precedentă etc.). Harta sinoptică are un rol principal în elaborarea prevederii timpului.